# Xylocopa remota
Xylocopa remota är en biart som beskrevs av Maa 1938. Xylocopa remota ingår i släktet snickarbin, och familjen långtungebin. Inga underarter finns listade i Catalogue of Life.